# Razgovorna emisija
Razgovorna emisija (eng. talk show) je televizijski ili radijski program u kojemu voditelj s gostima, a ponekad i gledateljstvom razgovara o jednoj ili više tema koje obično sam određuje voditelj takve emisije, iako nije rijetko da ih predlažu njezini gledatelji, odnosno slušatelji.
Najčešće urednici u svakoj epizodi emisije okupe jednu ili dvije skupine ljudi koji posjeduju znanje ili iskustvo u vezi s aktualnom temom prema kojoj im tijekom emisije voditelj postavlja razna pitanja. Kad je gost emisije jedna osoba ili skupina, onda dinamika emisije ovisi o sudjelovanju voditelja. Kad su dva gosta ili dvije grupe suprotnih stavova, najčešće se razvija debata odnosno sučeljavanje stavova. U mnogim televizijskim razgovornim emisijama uobičajeno je da, najčešće pred kraj emisije, pojedinci iz publike postavljaju pitanja gostima ili samo izraze vlastito mišljenje o onome što se raspravljalo tijekom emisije, a isto su telefonskim putem u mogućnosti učiniti i slušatelji radijskih razgovornih emisija.
Česte su razgovorne emisije u kojima gostuje isključivo jedna ili nekoliko poznatih osoba kojima voditelj postavlja brojna pitanja vezana uz njihovu karijeru.

## Vanjske poveznice
|  | Zajednički poslužitelj ima još gradiva o temi Talk shows |